# Branco (futbolista)
Cláudio Ibraim Vaz Leal, conocido como Branco (Bagé, Río Grande del Sur, 4 de abril de 1964), es un exfutbolista brasileño. Lateral izquierdo, jugó en la selección brasileña, disputando tres mundiales entre 1986 y 1994. En 2007 fue coordinador general de fútbol (director deportivo) del Fluminense, luego fue contratado como coordinador de la selección de su país.
Jugó en el Fluminense, siendo ídolo de la afición tricolor. Militó también en dos clubes italianos, el Brescia y el Genoa, y en el Oporto. Era muy habilidoso para el balón parado.
Ganó, entre otros, el Campeonato Brasileño de Fútbol de 1984, tres campeonatos cariocas (1983 a 1985), y participó, con la selección brasileña en los mundiales de 1986 (5.º lugar), 1990 (9.º lugar), y 1994 (campeón), marcando un gol decisivo en la victoria por 3 goles a 2 ante los Países Bajos en los cuartos de final, en un tiro libre.
Su apodo es recordado también por el afamado caso del "bidón de Branco". El lateral brasileño acusó a "Galíndez" el masajista de la selección argentina de haberle ofrecido un bidón de agua que supuestamente contenía alguna sustancia para adormecerlo y disminuir su rendimiento durante el partido de octavos de final de la Copa Mundial de 1990. Branco supuestamente bebió del bidón y, posteriormente, sufrió una desaceleración en su rendimiento, lo que generó sospechas sobre la posible adulteración del agua.
Argentina ganó el partido 1-0 con un gol de Claudio Caniggia, y Brasil fue eliminado del torneo. El incidente del "bidón de Branco" generó controversia y especulaciones, aunque no se pudo probar de manera concluyente que el agua hubiera sido adulterada.

## Selección nacional

### Participaciones en Copas del Mundo
| Mundial              | Sede           | Resultado        |
| -------------------- | -------------- | ---------------- |
| Copa Mundial de 1986 | México         | Cuartos de final |
| Copa Mundial de 1990 | Italia         | Octavos de final |
| Copa Mundial de 1994 | Estados Unidos | Campeón          |

### Participaciones en Copa América
| Copa              | Sede   | Resultado  |
| ----------------- | ------ | ---------- |
| Copa América 1989 | Brasil | Campeón    |
| Copa América 1991 | Chile  | Subcampeón |

## Clubes
| Club          | País           | Año       |
| ------------- | -------------- | --------- |
| Internacional | Brasil         | 1980-1981 |
| Fluminense    | Brasil         | 1982-1986 |
| Brescia       | Italia         | 1986-1988 |
| Porto         | Portugal       | 1989-1990 |
| Genoa         | Italia         | 1991-1993 |
| Grêmio        | Brasil         | 1993      |
| Fluminense    | Brasil         | 1994      |
| Corinthians   | Brasil         | 1994      |
| Flamengo      | Brasil         | 1995      |
| Internacional | Brasil         | 1995      |
| Middlesbrough | Inglaterra     | 1996      |
| MetroStars    | Estados Unidos | 1997      |
| Mogi Mirim    | Brasil         | 1997      |
| Fluminense    | Brasil         | 1998      |

## Palmarés

### Torneos regionales
| Título             | Club          | Estado             | Año  |
| ------------------ | ------------- | ------------------ | ---- |
| Campeonato Gaúcho  | Internacional | Río Grande del Sur | 1981 |
| Taça Guanabara     | Fluminense    | Río de Janeiro     | 1983 |
| Campeonato Carioca | Fluminense    | Río de Janeiro     | 1983 |
| Campeonato Carioca | Fluminense    | Río de Janeiro     | 1984 |
| Taça Guanabara     | Fluminense    | Río de Janeiro     | 1985 |
| Campeonato Carioca | Fluminense    | Río de Janeiro     | 1985 |
| Campeonato Gaúcho  | Grêmio        | Río Grande del Sur | 1993 |
| Taça Guanabara     | Flamengo      | Río de Janeiro     | 1995 |
| Copa Río           | Fluminense    | Río de Janeiro     | 1998 |

### Torneos nacionales
| Título                          | Club       | País     | Año  |
| ------------------------------- | ---------- | -------- | ---- |
| Campeonato Brasileño de Serie A | Fluminense | Brasil   | 1984 |
| Primeira Liga                   | Porto      | Portugal | 1990 |
| Supercopa de Portugal           | Porto      | Portugal | 1990 |

### Torneos internacionales
| Título       | Equipo              | Sede           | Año  |
| ------------ | ------------------- | -------------- | ---- |
| Copa América | Selección de Brasil | Brasil         | 1989 |
| Copa Mundial | Selección de Brasil | Estados Unidos | 1994 |